# Siegfried Lehmann
Siegfried Lehmann (hébreu : זיגפריד להמן) (4 janvier 1892 - 13 juin 1958) est un éducateur israélien et fondateur et directeur du Ben Shemen Youth Village.

## Biographie
Lehmann est né à Berlin, en Allemagne, en 1892 dans une famille juive assimilée. Après avoir terminé ses études secondaires, il entre dans une école de médecine où il étudie avec Albert Einstein. Pendant la Première Guerre mondiale, il est médecin dans l'armée allemande. Après la guerre, il devient sioniste et socialiste.
Il fonde un orphelinat juif (Jüdisches Volksheim) à Berlin en 1916, et ouvre un refuge pour orphelins de guerre juifs à Kaunas en 1919. En 1927, il émigre en Palestine mandataire et fonde le Ben Shemen Youth Village, un grand internat agricole, situé à côté du moshav de Ben-Shemen. Il dirige le village de jeunes de Ben Shemen de 1927 à 1957 et reçoit le prix israélien de l'éducation en 1957 pour celui-ci. En 1940, il est emprisonné par les autorités du Mandat britannique parce qu'elles ont trouvé des dépôts d'armes dans le village (le "procès Ben Shemen"). Il meurt en 1958.